# Meridiano 108 W
O meridiano 108 W é um meridiano que, partindo do Polo Norte, atravessa o Oceano Ártico, América do Norte, Oceano Pacífico, Oceano Antártico, Antártida e chega ao Polo Sul. Forma um círculo máximo com o Meridiano 72 E.
Começando no Polo Norte, o meridiano 108º Oeste tem os seguintes cruzamentos:
| País, território ou mar | Notas |
| ----------------------- | --- |
| Oceano Ártico           | |
| Canal de Byam Martin    | |
| Canadá                  | Nunavut - Ilha Melville |
| Canal de Parry          | Viscount Melville Sound |
| Canadá                  | Nunavut - Ilha Kilian |
| Canal de Parry          | Viscount Melville Sound |
| Canadá                  | Nunavut - Ilha Victoria |
| Baía de Hadley          | |
| Canadá                  | Nunavut - Ilha Victoria |
| Estreito de Dease       | |
| Canadá                  | Nunavut - Península de Kent (continental) |
| Melville Sound          | |
| Canadá                  | Nunavut - Ilhas Barry, Península de Banks (continental), Ilhas Young e o continente Territórios do Noroeste Saskatchewan - passa no Lago Athabasca |
| Estados Unidos          | Montana Wyoming Colorado Novo México |
| México                  | Chihuahua Sinaloa |
| Oceano Pacífico         | |
| Oceano Antártico        | |
| Antártida               | Território não reclamado |